# Nijinsky (cavallo)
Nijinsky (21 febbraio 1967 – 15 aprile 1992) fu un cavallo da corsa di razza purosangue inglese, nato dall'incrocio di Northern Dancer con Flaming Page. Il suo nome esatto era Nijinsky II, e viene considerato come uno dei migliori cavalli da corsa del XX secolo.
Nato in Canada presso le Windfields Farm, le celebri stalle di E. P. Taylor, dov'era nato anche il padre, Northern Dancer, Nijinsky venne acquistato per 84000 $ alla vendita annuale dell'allevamento dall'industriale Charles W. Engelhard Jr (colui che aveva ispirato il personaggio di Goldfinger, nel film Agente 007 - Missione Goldfinger), ed inviato in Irlanda, a Ballydoyle, presso il grande allenatore Vincent O'Brien.

## Carriera agonistica
Nijinsky rivelò rapidamente un potenziale fuori dal comune. A due anni, venne consacrato come miglior puledro d'Inghilterra ed Irlanda, vincendo facilmente le Dewhurst Stakes.
A tre anni, nel 1970, diventa il 15° cavallo della storia ad aggiudicarsi la Tripla corona britannica, malgrado accusasse problemi fisici nell'ultima gara. Nessuno era più riuscito in questo exploit dopo Bahram nel 1935, nessuno vi è più riuscito dopo.
Non si accontenterà di questa performance e diverrà double derby winner, aggiudicandosi il Derby d'Irlanda. Durante l'estate, Nijinsky si dimostrerà il migliore della sua generazione vincendo il King George VI and Queen Elizabeth Diamond Stakes.
Sempre imbattuto, si presenta al Prix de l'Arc de Triomphe per coronare una carriera assolutamente eccezionale. Montato come sempre da Lester Piggott, è naturalmente il grandissimo favorito, ma la sorpresa del secolo attendeva il cavallo del secolo: Nijinsky venne sopravanzato di un'incollatura da Sassafras, il miglior 3 anni francese.
Nijinsky riapparve un'ultima volta in competizione, nei Champion Stakes, e venne nuovamente sconfitto, questa volta da Lorenzaccio.

## Carriera da stallone
Nijinsky venne venduto per un prezzo record ad un sindacato americano, venendo alloggiato alle Clairbone Farms, a Paris, nel Kentucky, ove resterà fino alla morte, avvenuta nel 1992.
Dimostrandosi un buon figlio di Northern Dancer, si afferma rapidamente come un riproduttore di primo livello. Sarà il padre di 155 "stakes winners" (vincitori di corse importanti), tra i quali tre conquistatori del Derby di Epsom : Golden Fleece, Shahrastani e Lammtarra, vincitore anche del Prix de l'Arc de Triomphe. In Europa come negli Stati Uniti, metterà al mondo molti altri campioni come: Shadeed, Royal Academy, Green Dancer, Sky Classic, Ferdinand o Seattle Dancer, che nel 1985 diventa lo yearling (puledro da corsa di un anno) più caro al mondo, facendo registrare il prezzo di 13,1 milioni di dollari. Grazie ai suoi eredi Nijinsky, occupò la testa della Lista degli stalloni in Inghilterra ed Irlanda (stalloni i cui discendenti avevano vinto più premi nell'anno) nel 1986 e della lista dei migliori padri di giumente i cui figli avevano vinto di più nel 1993 e 1994.

## Nijinsky nella cultura di massa
- L'entourage di Nijinsky fu eletto nel 1970 "personalità sportiva dell'anno" dalla BBC, nella categoria gruppi.
- Nel 2000, i lettori del tabloid britannico The Sun elessero 'Nijinsky "Cavallo del Millennio."
- Nel 1970, Jo Durden-Smith realizzò un documentario sul campione, A Horse Called Nijinsky (Un cavallo chiamato Nijinsky), che verrà proiettato sugli schermi inglesi. La voce narrante del film fu assicurata da Orson Welles.

## Pedigree
Pedigree di Nijinsky
| Padre Northern Dancer | Nonno Nearctic    | - Nearco - Lady Angela      |
| Padre Northern Dancer | Nonna Natalma     | - Native Dancer - Almahmoud |
| Madre Flaming Page    | Nonno Bull Page   | - Bull Lea - Our Page       |
| Madre Flaming Page    | Nonna Flaring Top | - Menow - Flaming Top       |